# Гигантска шипоопашата летяща катерица
Гигантската шипоопашата летяща катерица (Anomalurus pelii) е вид бозайник от семейство Шипоопашати гризачи (Anomaluridae).

## Разпространение и местообитание
Разпространен е в Гана, Кот д'Ивоар и Либерия.